# Hämatom (Band)/Diskografie
Diese Diskografie ist eine Übersicht über die musikalischen Werke der deutschen Metalband Hämatom. Ihre erfolgreichste Veröffentlichung ist das siebte Studioalbum Bestie der Freiheit, dass sich in den Albumcharts aller D-A-CH-Staaten platzieren konnte und in Deutschland mit Position zwei nur knapp die Chartspitze verfehlte.

## Alben

### Studioalben
| Jahr | Titel Musiklabel                                              | Höchstplatzierung, Gesamtwochen, AuszeichnungChartplatzierungen (Jahr, Titel, Musiklabel, Platzierungen, Wochen, Auszeichnungen, Anmerkungen) | Höchstplatzierung, Gesamtwochen, AuszeichnungChartplatzierungen (Jahr, Titel, Musiklabel, Platzierungen, Wochen, Auszeichnungen, Anmerkungen) | Höchstplatzierung, Gesamtwochen, AuszeichnungChartplatzierungen (Jahr, Titel, Musiklabel, Platzierungen, Wochen, Auszeichnungen, Anmerkungen) | Anmerkungen                              |
| Jahr | Titel Musiklabel                                              | DE | AT | CH | Anmerkungen                              |
| ---- | ------------------------------------------------------------- | --- | --- | --- | ---------------------------------------- |
| 2008 | Wut Megapress (Mega)                                          | — | — | — | Erstveröffentlichung: 25. Januar 2008    |
| 2010 | Stay Kränk Megapress (Mega)                                   | — | — | — | Erstveröffentlichung: 15. Januar 2010    |
| 2011 | Wenn man vom Teufel spricht Rookies & Kings (SPV)             | DE60 (1 Wo.)DE | — | — | Erstveröffentlichung: 30. September 2011 |
| 2013 | Keinzeitmensch Rookies & Kings (SPV)                          | DE21 (1 Wo.)DE | — | — | Erstveröffentlichung: 20. September 2013 |
| 2014 | X Rookies & Kings (SPV)                                       | DE16 (2 Wo.)DE | — | — | Erstveröffentlichung: 17. Oktober 2014   |
| 2016 | Wir sind Gott Rookies & Kings (SPV)                           | DE5 (4 Wo.)DE | AT24 (1 Wo.)AT | CH69 (1 Wo.)CH | Erstveröffentlichung: 7. Oktober 2016    |
| 2018 | Bestie der Freiheit Columbia Records (Sony)                   | DE2 (4 Wo.)DE | AT19 (1 Wo.)AT | CH37 (1 Wo.)CH | Erstveröffentlichung: 26. Januar 2018    |
| 2019 | Maskenball Columbia Records (Sony)                            | DE6 (3 Wo.)DE | AT51 (1 Wo.)AT | CH30 (1 Wo.)CH | Erstveröffentlichung: 30. August 2019    |
| 2021 | Berlin (Ein akustischer Tanz auf dem Vulkan) Anti Alles (RTD) | DE2 (1 Wo.)DE | — | — | Erstveröffentlichung: 2. April 2021      |
| 2021 | Die Liebe ist tot Anti Alles (RTD)                            | DE6 (3 Wo.)DE | — | — | Erstveröffentlichung: 3. Dezember 2021   |
| 2022 | Lang lebe der Hass Anti Alles (RTD)                           | DE7 (2 Wo.)DE | — | CH68 (1 Wo.)CH | Erstveröffentlichung: 4. November 2022   |
| 2025 | Für dich Anti Alles (RTD)                                     | DE2 (1 Wo.)DE | AT30 (1 Wo.)AT | CH54 (1 Wo.)CH | Erstveröffentlichung: 24. Januar 2025    |

### Livealben
| Jahr | Titel Musiklabel                                       | Höchstplatzierung, Gesamtwochen, AuszeichnungChartplatzierungen (Jahr, Titel, Musiklabel, Platzierungen, Wochen, Auszeichnungen, Anmerkungen) | Höchstplatzierung, Gesamtwochen, AuszeichnungChartplatzierungen (Jahr, Titel, Musiklabel, Platzierungen, Wochen, Auszeichnungen, Anmerkungen) | Höchstplatzierung, Gesamtwochen, AuszeichnungChartplatzierungen (Jahr, Titel, Musiklabel, Platzierungen, Wochen, Auszeichnungen, Anmerkungen) | Anmerkungen                                                                        |
| Jahr | Titel Musiklabel                                       | DE | AT | CH | Anmerkungen                                                                        |
| ---- | ------------------------------------------------------ | --- | --- | --- | ---------------------------------------------------------------------------------- |
| 2012 | Schutt und Asche Rookies & Kings (SPV)                 | — | — | — | Erstveröffentlichung: 21. September 2012                                           |
| 2016 | Wir sind Gott – Live beim Teufel Rookies & Kings (SPV) | DE*DE | — | — | Erstveröffentlichung: 7. Oktober 2016 * Verkäufe werden Wir sind Gott hinzuaddiert |
| 2020 | Maskenball – Live Columbia Records (Sony)              | DE34 (1 Wo.)DE | — | — | Erstveröffentlichung: 6. März 2020                                                 |

### EPs
| Jahr | Titel Musiklabel                              | Anmerkungen                                     |
| ---- | --------------------------------------------- | ----------------------------------------------- |
| 2005 | Nein Kick as Records (KAR)                    | Erstveröffentlichung: November 2005             |
| 2013 | Alte Liebe rostet nicht Rookies & Kings (SPV) | Erstveröffentlichung: 30. August 2013           |
| 2016 | Fick das System Anti Alles (SMD)              | Erstveröffentlichung: 22. Januar 2016           |
| 2020 | #FCKCRN Anti Alles (RTD)                      | Erstveröffentlichung: 10. April 2020            |
| 2023 | Pin Me Down Anti Alles (RTD)                  | Erstveröffentlichung: 31. März 2023 mit Dymytry |

## Singles
| Jahr | Titel Album                                                                 | Anmerkungen |
| ---- | --------------------------------------------------------------------------- | --- |
| 2017 | Made in USA –                                                               | Erstveröffentlichung: 10. Februar 2017 Original: Hämatom – Made in Germany                                                    |
| 2017 | Zeit für neue Hymnen Bestie der Freiheit                                    | Erstveröffentlichung: 27. Oktober 2017                                                                                        |
| 2017 | Mörder Bestie der Freiheit                                                  | Erstveröffentlichung: 8. Dezember 2017                                                                                        |
| 2018 | Lange nicht perfekt Bestie der Freiheit                                     | Erstveröffentlichung: 5. Januar 2018                                                                                          |
| 2018 | Warum kann ich nicht glücklich sein? Bestie der Freiheit                    | Erstveröffentlichung: 19. Januar 2018                                                                                         |
| 2018 | Lichterloh Bestie der Freiheit                                              | Erstveröffentlichung: 7. September 2018                                                                                       |
| 2018 | Behind the Mask –                                                           | Erstveröffentlichung: 28. September 2018                                                                                      |
| 2019 | I Want It All Maskenball                                                    | Erstveröffentlichung: 15. März 2019 feat. Hansi Kürsch; Original: Queen                                                       |
| 2019 | Wir sind keine Band Maskenball                                              | Erstveröffentlichung: 15. April 2019                                                                                          |
| 2019 | Alte Liebe rostet nicht (Akustik Version) Maskenball                        | Erstveröffentlichung: 15. Mai 2019 feat. Micha Rhein                                                                          |
| 2019 | Da Da Da ich lieb dich nicht du liebst mich nicht aha aha aha Maskenball    | Erstveröffentlichung: 15. Juni 2019 feat. Alex Wesselsky; Original: Trio                                                      |
| 2019 | Anti alles Maskenball                                                       | Erstveröffentlichung: 15. Juli 2019                                                                                           |
| 2019 | Bleib in der Schule Maskenball                                              | Erstveröffentlichung: 15. August 2019                                                                                         |
| 2020 | Zombieland –                                                                | Erstveröffentlichung: 27. Oktober 2020                                                                                        |
| 2021 | Tanz auf dem Vulkan Berlin (Ein akustischer Tanz auf dem Vulkan)            | Erstveröffentlichung: 5. März 2021                                                                                            |
| 2021 | Au revoir Berlin (Ein akustischer Tanz auf dem Vulkan)                      | Erstveröffentlichung: 25. März 2021                                                                                           |
| 2021 | Zwischen Gangstern und Ganoven Berlin (Ein akustischer Tanz auf dem Vulkan) | Erstveröffentlichung: 14. Mai 2021                                                                                            |
| 2021 | Ihr wisst gar nichts über mich Die Liebe ist tot                            | Erstveröffentlichung: 30. Juli 2021                                                                                           |
| 2021 | So wie wir Die Liebe ist tot                                                | Erstveröffentlichung: 27. August 2021                                                                                         |
| 2021 | Dagegen Die Liebe ist tot                                                   | Erstveröffentlichung: 17. September 2021                                                                                      |
| 2021 | Ficken unsren Kopf Die Liebe ist tot                                        | Erstveröffentlichung: 29. Oktober 2021 feat. 257ers                                                                           |
| 2021 | Liebe auf den ersten Fick Die Liebe ist tot                                 | Erstveröffentlichung: 19. November 2021                                                                                       |
| 2022 | Legenden –                                                                  | Erstveröffentlichung: 21. Januar 2022                                                                                         |
| 2022 | Ein Freund Lang lebe der Hass                                               | Erstveröffentlichung: 3. Juni 2022                                                                                            |
| 2022 | SOS Lang lebe der Hass                                                      | Erstveröffentlichung: 15. Juli 2022 feat. Vivjan                                                                              |
| 2022 | Es regnet Bier / It’s Raining Beer (englische Version) Lang lebe der Hass   | Erstveröffentlichung: 5. August 2022 (DE-Version) Erstveröffentlichung: 2. September 2022 (EN-Version; feat. Saltatio Mortis) |
| 2022 | Gaga Lang lebe der Hass                                                     | Erstveröffentlichung: 7. Oktober 2022                                                                                         |
| 2022 | Straßenbande 666 Lang lebe der Hass                                         | Erstveröffentlichung: 28. Oktober 2022                                                                                        |
| 2023 | Pin Me Down Anti Alles                                                      | Erstveröffentlichung: 17. Februar 2023 mit Dymytry                                                                            |
| 2023 | Gott muss ein Arschloch sein Für Dich                                       | Erstveröffentlichung: 13. Oktober 2023                                                                                        |
| 2023 | Ein’ auf den Tod – Zwei auf das Leben Für Dich                              | Erstveröffentlichung: 13. Oktober 2023                                                                                        |
| 2024 | Diego Maradona Für Dich                                                     | Erstveröffentlichung: 31. Mai 2024 feat. 257ers                                                                               |
| 2024 | Scheiße kommt – Scheiße geht Für Dich                                       | Erstveröffentlichung: 19. Juli 2024                                                                                           |
| 2024 | Arschlochkind Für Dich                                                      | Erstveröffentlichung: 6. September 2024 feat. Swiss                                                                           |
| 2024 | Pogo-Girl Für Dich                                                          | Erstveröffentlichung: 18. Oktober 2024                                                                                        |
| 2024 | Schmutzig Liebe machen Für Dich                                             | Erstveröffentlichung: 15. November 2024                                                                                       |
| 2024 | Für Dich                                                                    | Erstveröffentlichung: 6. Dezember 2024                                                                                        |
| 2025 | Alles wegen Bier Für Dich                                                   | Erstveröffentlichung: 1. Januar 2025                                                                                          |
| 2025 | Erzähl es meinem Mittelfinger Für Dich                                      | Erstveröffentlichung: 17. Januar 2025 feat. Saltatio Mortis                                                                   |

## Videoalben und Musikvideos

### Videoalben
| Jahr | Titel Musiklabel                       | Anmerkungen                              |
| ---- | -------------------------------------- | ---------------------------------------- |
| 2012 | Schutt und Asche Rookies & Kings (SPV) | Erstveröffentlichung: 21. September 2012 |

### Musikvideos
| Jahr | Titel                                                         | Regisseur(e)                   |
| ---- | ------------------------------------------------------------- | ------------------------------ |
| 2009 | Schau sie spielen Krieg                                       |                                |
| 2010 | Eva                                                           |                                |
| 2011 | Sturm                                                         |                                |
| 2011 | Totgesagt doch Neugeboren – Teil 2                            |                                |
| 2012 | Neandertal                                                    |                                |
| 2012 | Spieglein (Live)                                              |                                |
| 2013 | Alte Liebe rostet nicht                                       | Jacek Zyla                     |
| 2013 | Ahoi                                                          | Jacek Zyla                     |
| 2014 | Säulen des Wahnsinns                                          | Jacek Zyla                     |
| 2014 | Seelenpiraten                                                 |                                |
| 2014 | Teufelsweib                                                   | Jacek Zyla                     |
| 2014 | Kids (2 Finger an den Kopf)                                   |                                |
| 2014 | Bilder im Kopf                                                |                                |
| 2014 | Leichen pflastern unsern’ Weg                                 |                                |
| 2015 | Remmidemmi (Yippie Yippie Yeah)                               |                                |
| 2015 | Schwarz zu blau                                               |                                |
| 2016 | Fick das System                                               |                                |
| 2016 | Wir sind Gott                                                 |                                |
| 2016 | All You Need Is Love                                          |                                |
| 2016 | Offline                                                       |                                |
| 2016 | Made in Germany                                               |                                |
| 2016 | Mein Fleisch und Blut                                         |                                |
| 2016 | Wenn der Hammer fällt                                         |                                |
| 2016 | Feuerwasser                                                   |                                |
| 2017 | Made in USA                                                   |                                |
| 2017 | Ikarus Erben (Unplugged)                                      |                                |
| 2017 | Zeit für neue Hymnen                                          |                                |
| 2017 | Mörder                                                        |                                |
| 2018 | Lange nicht perfekt                                           |                                |
| 2018 | Warum kann ich nicht glücklich sein?                          | Felix Bühler                   |
| 2018 | Lichterloh                                                    | Rochdi A. Schmitt              |
| 2018 | Behind the Mask                                               |                                |
| 2019 | I Want It All                                                 |                                |
| 2019 | Wir sind keine Band                                           |                                |
| 2019 | Alte Liebe rostet nicht                                       |                                |
| 2019 | Da Da Da ich lieb dich nicht du liebst mich nicht aha aha aha |                                |
| 2019 | Anti Alles                                                    |                                |
| 2020 | Zombieland                                                    |                                |
| 2021 | Tanz auf dem Vulkan                                           |                                |
| 2021 | Au revoir                                                     |                                |
| 2021 | Zwischen Gangstern und Ganoven                                |                                |
| 2021 | Ihr wisst gar nichts über mich                                | 3HE-Studios Media              |
| 2021 | So wie wir                                                    |                                |
| 2021 | Dagegen                                                       | 3HE-Studios Media              |
| 2021 | Dagegen                                                       | Oliver Schillo, Pascal Schillo |
| 2021 | Liebe auf den ersten Fick                                     | 3HE-Studios Media              |
| 2022 | Legenden                                                      |                                |
| 2022 | Ein Freund                                                    | 3HE-Studios Media              |
| 2022 | SOS                                                           |                                |
| 2022 | Es regnet Bier                                                | kuy2JsaWFv4                    |
| 2022 | Gaga                                                          | Dariusz Szermanowicz           |
| 2022 | Straßenbande 666                                              | OST                            |
| 2023 | Pin Me Down                                                   |                                |
| 2023 | Ein’ auf den Tod – Zwei auf das Leben                         |                                |
| 2024 | Diego Maradona                                                |                                |
| 2024 | Scheiße kommt – Scheiße geht                                  |                                |
| 2024 | Arschlochkind                                                 |                                |
| 2024 | Pogo-Girl                                                     |                                |
| 2024 | Schmutzig Liebe machen                                        |                                |
| 2025 | Alles wegen Bier                                              |                                |
| 2025 | Erzähl es meinem Mittelfinger                                 |                                |

## Sonderveröffentlichungen

### Alben
| Jahr | Titel Musiklabel                                                | Anmerkungen |
| ---- | --------------------------------------------------------------- | --- |
| 2011 | Wenn man vom Teufel spricht (Freakbox) Rookies & Kings (SPV)    | Erstveröffentlichung: 30. September 2011 Verkäufe: 500 (limitiert), Verkäufe werden Wenn man vom Teufel spricht hinzuaddiert Inhalt: CD, Maske, Flagge und signierte Autogrammkarte |
| 2013 | Keinzeitmensch (Limited Freakbox Edition) Rookies & Kings (SPV) | Erstveröffentlichung: 20. September 2013; Verkäufe werden Keinzeitmensch hinzuaddiert Inhalt: CD+DVD und signierte Autogrammkarte                                                   |
| 2014 | X (Limited Fan Box Edition) Rookies & Kings (SPV)               | Erstveröffentlichung: 17. Oktober 2014 Verkäufe: 1.500 (limitiert), Verkäufe werden X hinzuaddiert Inhalt: 2 CDs+DVD, Buch und signierte Autogrammkarte                             |
| 2016 | Wir sind Gott (Limited Fan Box Edition) Rookies & Kings (SPV)   | Erstveröffentlichung: 7. Oktober 2016; Verkäufe werden Wir sind Gott hinzuaddiert Inhalt: 2 CDs+DVD, 4 Autogrammkarten, DIN-A3-Poster, Globus und Sticker                           |
| 2018 | Bestie der Freiheit (Freakbox) Columbia Records (Sony)          | Erstveröffentlichung: 26. Januar 2018; Verkäufe werden Bestie der Freiheit hinzuaddiert Inhalt: CD+DVD, 4 Aufnäher, 4 Autogrammkarten, Bandfigur und Poster                         |

| Jahr | Titel Musiklabel                                  | Anmerkungen                                                                     |
| ---- | ------------------------------------------------- | ------------------------------------------------------------------------------- |
| 2011 | Wenn man vom Teufel spricht Rookies & Kings (SPV) | Erstveröffentlichung: 2011 Beilage im „Full Metal Bag“ des Wacken Open Air 2011 |
| 2011 | Live at the W:O:A 2011 Selbstverlag               | Erstveröffentlichung: 2011 Live-EP vom Wacken Open Air 2011                     |

### Videoalben
| Jahr | Titel Musiklabel                                       | Anmerkungen |
| ---- | ------------------------------------------------------ | --- |
| 2016 | Wir sind Gott – Live beim Teufel Rookies & Kings (SPV) | Erstveröffentlichung: 25. März 2016, als Teil von Wir sind Gott (Tour Edition) Verkäufe werden Wir sind Gott hinzuaddiert           |
| 2018 | Live at Wacken Open Air 2017 Columbia Records (Sony)   | Erstveröffentlichung: 26. Januar 2018, als Teil von Bestie der Freiheit (Freakbox) Verkäufe werden Bestie der Freiheit hinzuaddiert |

## Promoveröffentlichungen
| Jahr | Titel Album                      | Anmerkungen |
| ---- | -------------------------------- | --- |
| 2005 | Butzemann Nein                   | Erstveröffentlichung: April 2005 CDs wurden von allen Bandmitgliedern signiert                                        |
| 2005 | Häschen Nein                     | Erstveröffentlichung: Juni 2005                                                                                       |
| 2006 | Tour Single Nein                 | Erstveröffentlichung: Februar 2006 signierte CDs, die nur während der Tour (Vorprogramm) mit Eisregen verteilt wurden |
| 2008 | Schwarzes Schaf / Leck mich! Wut | Erstveröffentlichung: 2008                                                                                            |
| 2011 | Wenn man vom Teufel spricht      | Erstveröffentlichung: 2011                                                                                            |
| 2014 | Teufelsweib / Schwarz zu blau X  | Erstveröffentlichung: 2014 Original (Schwarz zu blau): Peter Fox                                                      |

## Statistik

### Chartauswertung
|                     | DE     | AT    | CH    |
| ------------------- | ------ | ----- | ----- |
| Nummer-eins-Alben   | DE—DE  | AT—AT | CH—CH |
| Top-10-Alben        | DE7DE  | AT—AT | CH—CH |
| Alben in den Charts | DE11DE | AT4AT | CH5CH |